# Symphonie no 9 de Bruckner
Pour les articles homonymes, voir Symphonie no 9.
La Symphonie no 9 en ré mineur, WAB 109, est la dernière symphonie d'Anton Bruckner, qui la concevait comme son œuvre ultime, la dédiant « à Dieu » (« dem lieben Gott »), en s'appliquant, dans une volonté de synthèse stylistique, à mettre en œuvre toutes ses connaissances musicales. Par son envergure et son caractère d'épopée, la Huitième symphonie de Bruckner révèle une richesse dans la conception sonore romantique de ses idées musicales ainsi que de son orchestration. En revanche, la Neuvième est davantage tournée vers une esthétique plus austère avec certains moments de lyrisme, permettant de respirer au sein d'une œuvre dont la signification est métaphysique.
Entamée en 1887, aussitôt après l'achèvement de la première version de la Huitième, la composition fut cependant longtemps retardée. En effet, le refus du chef d'orchestre Hermann Levi d'assurer la création de la première version de la Huitième symphonie en 1887 fut probablement un élément déclencheur, qui contraint Bruckner à remettre l'œuvre en question en la révisant pendant encore trois années. Bruckner s'occupa aussi de la révision et de l'édition de plusieurs de ses symphonies précédentes, et composa deux autres œuvres d'envergure pour chœur et orchestre : le Psaume 150 (1892) et Helgoland (1893).
Cette symphonie demeura inachevée et ne fut jouée pour la première fois qu'en 1903 à Vienne par l'Orchestre Philharmonique sous la direction de Ferdinand Löwe, réorchestrée par le chef d'orchestre et ancien élève de Bruckner. Il est difficile de mesurer l'influence réelle qu'eut cette création en son temps. Il est cependant certain que la dernière œuvre de Bruckner annonçait les audaces harmoniques et stylistiques du nouveau siècle.

## Instrumentation
| Instrumentation de la neuvième symphonie |
| Cordes |
| premiers violons, seconds violons, altos, violoncelles, contrebasses |
| Bois |
| 3 flûtes, 3 hautbois, 3 clarinettes en si bémol, 3 bassons |
| Cuivres |
| 8 cors en fa et si bémol, les cors no 5 à 8 alternant avec 2 tubas wagnériens ténors et 2 tubas wagnériens basses, 3 trompettes en fa, 3 trombones (alto, ténor et basse), 1 tuba contrebasse |
| Percussions |
| timbales |

## Mouvements
La Neuvième Symphonie en ré mineur, conçue en quatre mouvements, avec trois mouvements achevés, est interprétée, selon les chefs, entre 50 et 80 minutes.

### I. Feierlich, misterioso (solennel, mystérieux)
Tout comme dans les autres symphonies, il s'agit d'une forme sonate avec 3 thèmes. L'œuvre commence par une introduction lente et sombre :
Introduction.
amenant le thème principal (Hauptthema, premier groupe thématique) par un crescendo tendu.
Premier thème.
Le second groupe thématique est d'un caractère opposé, lyrique et lumineux dans le ton de la majeur.
Second thème.
Le troisième groupe thématique est une marche inexorable, alternant entre contemplation, tendresse et héroïsme.
Troisième thème.
Le développement est tout d'abord mystérieux, pour gagner de plus en plus en tension jusqu'au climax, se concluant dans une atmosphère recueillie. Tout comme dans la 8e symphonie, la coda est rude et dissonante et diffère du caractère affirmatif et triomphant des codas des 4e, 5e, 6e ou 7e symphonies.

### II. Scherzo. Bewegt, lebhaft (agité, vif) - Trio. Schnell (rapide)
Le Scherzo est, comme dans la Huitième, en seconde position. Commençant par des pizzicati aux cordes et des enchaînements harmoniques particulièrement modernes pour l'époque. Il s'agit à la fois d'une danse dont le caractère sauvage voire primitif semble préfigurer Le Sacre du printemps ou la Suite scythe.
Premier thème.
Bruckner a composé trois versions successives du Trio.
- La première version de 1889 en fa majeur, aux allures de Ländler avec violon alto solo, rappelle quelque peu le Trio de la Huitième. À noter l'accompagnement en pizzicato par le motif du Te Deum que le compositeur reprendra dans les esquisses du Finale[1]. Son allure, sa tonalité et sa date de composition pourraient cependant suggérer qu'elle a été composée comme Trio alternatif de la Huitième[2].
- La deuxième version de 1893 en fa dièse majeur, également avec violon alto solo, a une allure plus éthérée. Sa partie centrale, une réminiscence de l'Hallelujah du Messie de Haendel, annonce celle de la version finale.
- La version finale de 1894, également en fa dièse majeur, tonalité inconfortable pour les cordes, est plus rapide que ceux des autres symphonies. Il induit l’auditeur en erreur par son atmosphère à la fois fantomatique et ironique, et son ambiguïté et ses changements métriques et rythmiques inattendus. Tandis que les deux versions antérieures du trio de 1889 et 1893[3],[4] sont d'allure encore assez folklorique, le trio final en fa dièze majeur place le bizarre, l’audacieux et le fantastique au premier plan. C’est pourquoi « certains croient que le scherzo de la neuvième est la pièce le plus ingénieuse que Bruckner ait jamais écrite »[5].

Trio.
Une première exécution des Trios 1 & 2 a été réalisée par le Strub Quartet en 1940. Un enregistrement de cette exécution est conservé dans la Deutsches Rundfunkarchiv. Une version symphonique des Trios 1 et 2 dans une édition de William Carragan a été exécutée par Hubert Soudant avec l'Orchestre philharmonique de la radio d'Hiversum et par Manfred Mayrhofer avec le Bruckner Orchestra Linz. Des enregistrements de ces exécutions sont disponibles dans la Bruckner Archive. Les trois versions du Trio ont été publiées par Cohrs. L'édition de Cohrs a été exécutée par Vasilly Sinaisky avec l'Orchestre philharmonique de la BBC. Un enregistrement de cette exécution est disponible dans la Bruckner Archive. Les exécutions de Mayrhofer et de Sanasky sont également disponibles sur le CD de la Bruckner Society BSVD-216. Le chef d'orchestre et compositeur Ricardo Luna a enregistré les trois versions consécutives du trio dans son propre arrangement pour orchestre de chambre en 2013, et, en juillet 2022, en version symphonique avec le Bolton Symphony Orchestra.

### III. Adagio. Langsam, feierlich (lent, solennel)
L'adagio commence par une large phrase dont le premier geste musical est basé sur un intervalle de neuvième mineure très expressif, dont le renversement rappelle le thème du final de la cinquième symphonie.
Premier thème.
Second thème.
Après une présentation des premières idées thématiques culminant fortissimo (tutti), un choral appelé par Bruckner Adieu à la vie (Abschied vom Leben) est entonné par les cors et les tubas wagnériens. Le cheminement introspectif tour à tour contemplatif et méditatif de ce mouvement, inclut une citation du Miserere nobis du Gloria de la Messe n° 1 de 1864. Une large progression brucknérienne aboutit à un accord dissonant de neuf sons. L'adagio se conclut dans une atmosphère irréelle, calme, dans laquelle des fragments de l’Adieu à la vie sont joués une dernière fois par les bois et les tubas wagnériens, suivis par une citation de la coda de l'adagio de la 8e symphonie et du thème principal de la 7e symphonie.
L'œuvre étant inachevée, la plupart des concerts et enregistrements de la symphonie se terminent par cet adagio. Un bon nombre d'interprètes estime qu'ainsi l'œuvre prend une dimension expressive particulière et une signification tout à fait satisfaisante. Bruckner travailla cependant obstinément durant les derniers mois de sa vie à mener à terme le Finale de la symphonie...
« The Ninth Symphony has only one version, consisting of three movements with extensive sketches of the finale. If Bruckner has lived to complete the finale, he would almost certainly have gone over the other movements and made adjustments. Thus what we have is a work in progress.
Traduction : La Neuvième Symphonie n’a qu’une seule version, composée de trois mouvements avec de larges esquisses du finale. Si Bruckner avait vécu pour terminer le finale, il aurait presque certainement passé en revue les autres mouvements et fait des ajustements. Nous avons donc un travail en cours. »

## Le problème duFinale
Bruckner jeta ses dernières forces dans la composition du Finale et y consacra quasiment les deux dernières années de sa vie. Environ 75 % du mouvement a été écrit (exposition - développement - réexposition) bien que l'orchestration soit incomplète en de nombreux endroits. Le dernier bifolio (double page comportant 24 portées sur chaque face et servant à l'orchestration) s'arrête juste avant la coda… Bruckner a-t-il totalement esquissé celle-ci ? Des indices peuvent le laisser penser (datations et références manuscrites sur certains brouillons et bifolios). Selon le témoignage de Richard Heller, médecin de Bruckner, ce dernier lui aurait joué de larges extraits du Finale au piano, dont la coda entière, et ce vraisemblablement à l'automne ou l'hiver 1895. Malheureusement, des feuillets d'esquisses et de bifolios ont été chapardés et dispersés par des élèves, des exécutants testamentaires et des « chasseurs de souvenirs ». Certains éléments manuscrits ont été récemment retrouvés à Washington et à Munich.
Le musicologue australien John Alan Phillips a édité les fragments du finale qui ont été retrouvés (526 mesures), à savoir la totalité de l'exposition (mesures 1 à 278), ainsi que la majorité du développement et de la réexposition (mesures 279 à 526). Six fragments manquent à l'appel : 8 mesures à la transition vers le développement, 8 mesures au milieu de la première partie du développement, 8 (ou 16 ?) mesures au début de la reprise (strette de la fugue), 8 mesures à la transition vers la reprise du troisième groupe thématique (choral), 16 mesures au milieu de la reprise du choral, et 8 (ou 16 ?) mesures juste avant la coda. Trois courts fragments de la coda ont par ailleurs été retrouvés, respectivement 24, 4 et 16 mesures - le dernier fragment se terminant par un accord dissonant semblable à celui du climax du précédent adagio.
Dans le Finale de la 9e symphonie, le premier groupe thématique est largement exposé et développé et est suivi par un court deuxième groupe thématique lyrique. Une transition constituée par un renversement du groupe thématique initial, est suivie par le troisième groupe thématique : un choral, qui rappelle l'Adieu à la vie du précédent adagio, est accompagné en ostinato aux violons par le motif du Te Deum. Cet ostinato se poursuit jusque dans la première partie du développement, dans lequel le premier thème est largement développé. La reprise du premier groupe thématique commence par une fugue complexe, dont la strette est manquante. Après une citation du finale de la 6e symphonie et un climax, la réexposition se poursuit par la reprise des deux autres thèmes (la seconde partie de celle du choral est manquante) et la transition vers la coda. La coda, dans laquelle le compositeur avait l'intention d'introduire, comme testament spirituel, du matériel des 5e, 7e et 8e symphonies, est quasi totalement manquante. Les fragments retrouvés du finale font, comme les mouvements précédents, preuve d’une audace harmonique et formelle sans pareil.
Peu de temps avant sa mort, comprenant qu'il ne parviendrait sans doute pas à achever l'œuvre, Bruckner suggéra de faire jouer son Te Deum à la suite de l'adagio (troisième mouvement) et ce à la place du Finale. Bruckner imagina une autre solution et composa également une transition qui, à la fin de la réexposition du Finale (motif en quintes aux cordes du Te Deum accompagnant le thème du choral servant ici de troisième groupe thématique), permet d'introduire le ton de do majeur et le chœur initial du Te Deum. Cette solution présente un problème formel important: quid du Te Deum d'une durée d'environ 25 minutes après approximativement 18 à 20 minutes d'un Finale dont les éléments thématiques n'ont rien à voir avec ceux du Te Deum ? Cette étrangeté formelle se double d'une autre : celle du ton conclusif du Te Deum - do majeur - alors que le ton principal de la symphonie est en ré mineur...
Nikolaus Harnoncourt a en 2002 enregistré avec la Philharmonique de Vienne un double CD chez RCA. Le deuxième disque compact est consacré à un workshop en version allemande et anglaise, dans lequel Harnoncourt exécute, après les avoir commentés, les fragments édités par Phillips - durée totale des fragments : 18 minutes. Harnoncourt ne retient pas les quelques courts fragments qui ont été retrouvés de la coda, qu'il considère comme non significatifs, car, selon lui, ils ne concernent pas l'intention du compositeur. Cet enregistrement a le mérite de ne contenir que du matériel original, à l'inverse des diverses tentatives de reconstruction, en particulier celles de la coda, dont on n'a jamais la garantie que leurs ajouts correspondent aux intentions du compositeur.

### Reconstruction par W. Carragan (1983 / rév. 2003, 2006, 2007, 2010, 2017)
La première tentative de reconstruction du Finale a été celle de William Carragan — le musicologue qui a également édité la version originale de 1872 de la deuxième symphonie. Selon lui, on devrait, lorsqu’on fait une reconstruction du Finale, avoir trois objectifs à l’esprit : une présentation fidèle des fragments, une complétion adéquate tant horizontalement que verticalement, et une conclusion triomphale.
Dans sa tentative de reconstruction, Carragan a complété dans le style de Bruckner les bifolios perdus entre les fragments retrouvés, de même que l'orchestration souvent partielle, voire à peine esquissée, avec insertion de quelques ajustements métriques. Une reprise de la « catastrophe », qui suivait l'exposition du choral, introduit une coda de 117 mesures, divisée en deux parties de 58 et 59 mesures. La première partie est en partie une composition personnelle incluant le thème du premier mouvement, et est en partie basée sur une courte esquisse du finale, qui n'était pas utilisable ailleurs. La deuxième partie, qui commence en fanfare, suit avec le choral avec en contre-mélodie une version triadique du thème de l'Adagio. Par la suite, le Te Deum réapparaît avec sa mélodie et en accompagnement le thème du premier mouvement en mode majeur. Enfin, l'Alléluia du deuxième thème s'élève triomphalement, soutenu par des versions triadiques des thèmes des autres mouvements.
| « Indeed there can be no fully correct completion, just completions which avoid the most obvious errors, and there will always be debate on many points. But the finale, even as a fragmented and patched-together assemblage, still has a great deal to tell us about the authentic inspiration and lofty goals of Anton Bruckner, and it is a pity not to take every opportunity offered to become familiar with it and its profound meaning. » |  |  | « Bien sûr, ce ne peut jamais être une complétion tout à fait correcte, seulement une complétion qui évite les erreurs le plus évidentes, et on continuera à débattre sur de nombreux points. Mais le finale, même en tant qu'assemblage fragmentaire et fait de morceaux accolés, contribue certainement à nous montrer l'inspiration authentique et les idéaux d'Anton Bruckner, et il serait regrettable de ne pas profiter des opportunités existantes de devenir familier avec ses profondes idées. » |

- La version initiale de 1983 a été exécutée par Moshe Atzmon à la tête de l'American Symphony Orchestra au Carnegie Hall en janvier 1984, ensuite par Hubert Soudant à la tête de l’Utrecht Symfonie Orkest en avril 1985, a été gravée sur LP. Une copie de ce disque vinyle peut être téléchargée[17] Peu après, cette version a été enregistrée sur disque compact par Yoav Talmi à la tête de l'Oslo Philharmonic Orchestra.
- La révision de 2003 a été enregistrée par Jason Klein avec le Saratoga Symphony Orchestra[18].
- La révision de 2006 a été enregistrée par Akira Naito avec le Tokyo New City Orchestra[19]. Cet enregistrement contient par ailleurs le Trio no 2 de 1893 (Éd. Carragan, 2006).
- Une variante de 2007 a été exécutée par Warren Cohen avec le Musica Nova Orchestra en novembre 2009[20].
- La révision de 2010 a été enregistrée par Gerd Schaller avec la Philharmonie Festiva[21],[22],[23].
- En 2017 Carragan fit quelques ajustements supplémentaires. Un enregistrement par Mladen Tarbuk avec l'Orchestre symphonique de la radio de Croatie est disponible sur le site de John Berky[24],[25].

Dans une critique, Richard Osborne rapporte que Carragan utilise à la fois des bifolios antérieurs et ultérieurs. Il comble plus librement les bifilios perdus en utilisant des formations sonores et des connexions harmoniques qui sont moins typiques de Bruckner que de l'histoire musicale ultérieure (Mahler). Il prolonge la coda en restant à un niveau fortissimo constant pendant de longues périodes et en incorporant une variété de thèmes et d'allusions, y compris le thème du choral et le « Te Deum ».

### Reconstruction par Nicola Samale et Giuseppe Mazzuca (1984/rév. 1985, 1988)
Les musicologues Nicola Samale et Giuseppe Mazzuca ont ensemble travaillé au finale de 1983 à 1985. La version initiale de 1984 a été enregistrée en 1987 par Eliahu Inbal et l'année suivante par Rozhdestvensky. Les auteurs ont ensuite renié cette version, dont la coda ressemble plus à celle du finale de la 8e symphonie que celle qu’ils ont ultérieurement réalisée lorsqu'ils se sont associés à Phillips et Cohrs. Samale a révisé la version de 1985 avec Cohrs en 1988 et a enregistré cette révision la même année avec le Katowice National Symphony Orchestra.

### Reconstruction par Nicola Samale, Giuseppe Mazzuca, A. Phillips et Benjamin-Gunnar Cohrs (1992/rév. 1996, 2001, 2005, 2007, 2012 et 2021)
Cette tentative de finir la symphonie est basée sur l'intention initiale de Bruckner d'y combiner les thèmes des quatre mouvements. Cet essai d'achèvement (1992) a été enregistré par Kurt Eichhorn avec le Bruckner Orchestra de Linz chez Camerata. Par ailleurs, Phillips a composé une transition entre la complétion du Finale et le Te Deum. Cette transition, ainsi que son association avec le finale et un exemple du Te Deum, sont disponibles dans les archives Bruckner.
La première révision de 1996 de cette nouvelle édition a été enregistrée par Johannes Wildner avec le Nouvel Orchestre Philharmonique de Westfalen chez Naxos.
Une révision intermédiaire de 2001 a été exécutée à Gmunden le 8 octobre 2002 par Benjamin-Gunnar Cohrs avec l'Orchestre philharmonique Janacek.
La version révisée de 2005 inclut une esquisse supplémentaire de la fugue qui a été retrouvée dans l’intervalle. Cette nouvelle version (665 mesures dont 569 de Bruckner lui-même) a été enregistrée par Marcus Bosch avec l'Orchestre Symphonique d'Aix-la Chapelle chez Coviello Classics.
Une révision ultérieure a été exécutée par l'Orchestre Symphonique de la radio suédoise sous la baguette de Daniel Harding à Stockholm en novembre 2007. Cette révision, qui a été publiée en 2008, a été exécutée par Friedemann Layer à la tête de la Musikalische Akademie des Nationaltheater-Orchesters de Mannheim.
La « révision finale » de 2011, éditée en 2012 (Conclusive Revised Edition 2012), qui inclut entre autres une nouvelle conception de la coda, a été enregistrée en concert par Simon Rattle avec l'Orchestre philharmonique de Berlin pour EMI Classics (2012).
En septembre-octobre 2021 – en commémoration du 125e anniversaire de la mort du compositeur, John A Phillips a entrepris une révision de celle-ci, les changements substantiels étant limités à la fugue et à la coda. Le 30 novembre 2022, cette dernière révision a été interprétée par Robin Ticciati et le 4 juin 2024 par Eliahu Inbal.

### Reconstruction par Nors S. Josephson (1992)
Nors S. Josephson a fait une reconstruction du finale en 1992. Dans sa reconstruction Josephson fait divers rappels aux motifs des premier et troisième mouvements, faisant ainsi référence à la méthode utilisée par Bruckner dans la Huitième. Josephson utilise les fragments de Bruckner en ordre séquentiel, y compris ceux de la coda. Dans la coda Josephson fait référence aux motifs de l’exposition sans les développer,. Une exécution par Ari Rasilainen avec la Deutsche Staatsphilharmonie Rheinland-Pfalz (2007) peut être téléchargée du site de John Berky. La reconstruction de Josephson, ainsi que les trois premiers mouvements de la symphonie, a été par ailleurs enregistrée en 2014 par John Gibbons avec  l’Aarhus Symfoniorkester.

### Reconstruction par Sébastien Letocart (2008, rév. 2022)
En 2008 le compositeur belge Sébastien Letocart a réalisé une nouvelle version du Finale. Dans la coda il a inclus les fragments originaux, des citations des 5e, 7e et 8e symphonies, le thème du milieu du Trio en guise d'Halleluja, et à sa fin, superposé les thèmes des quatre mouvements à la manière de la 8e symphonie.
Cette tentative de reconstruction,, ainsi que les trois premiers mouvements de la symphonie, a été enregistrée en 2008 par le chef d'orchestre français Nicolas Couton avec l'Orchestre Symphonique MAV de Budapest.
Lors du concert de clôture du Bruckner Casco Festival du 13 au 15 septembre 2024 au Muziekgebouw d'Amsterdam, la Camerata RCO a exécuté la 9e Symphonie d'Anton Bruckner dans une réduction pour 16 musiciens arrangée spécialement pour l'occasion par Sébastien Letocart.

### Reconstruction par Gerd Schaller (2015 / rév. 2018, 2020, 2024)
Gerd Schaller a composé son propre achèvement de la symphonie, qui totalise 736 mesures. Schaller y tient compte de tous les brouillons disponibles des manuscrits originaux de Bruckner, dès les premières esquisses, pour combler autant que possible les lacunes restantes dans la partition, en s'appuyant par ailleurs sur son expérience des enregistrements du cycle des onze symphonies. Schaller a exécuté sa version du finale dans le cadre du festival de musique d'été d'Ebrach, dans l'église abbatiale d'Ebrach avec la Philharmonie Festiva, le 24 juillet 2016. Un CD contenant cette exécution est édité par Profil Günter Hännsler : CD PH16089, 2017.
En mars 2018, une version revisée de cet achèvement du finale a été publiée par Ries & Erler, Berlin, Score No 51487, (ISMN M-013-51487-8). Schaller a exécuté sa version révisée dans le cadre du festival de musique d'été d'Ebrach le 22 juillet 2018. Un CD contenant cette exécution est édité par Profil Günter Hännsler : CD PH18030, 2019.
En 2020, Schaller a fait une adaptation pour orgue de son achèvement du finale, qu'il a exécutée exécutée sur l'orgue Eisenbarth de Ebrach en novembre 2020. Un CD contenant contenant cette exécution est édité par Profil: CD Set PH 21010, 2021.
En 2024, Schaller a à nouveau révisé sa complétion du finale, qu'il a interprétée en septembre 2024 au Festival de musique d'été d'Ebrach.

### Tentatives antérieures de reconstruction du Finale
- Hein 's-Gravesande (1969), une simple juxtaposition des fragments retrouvés, comme celle dans le concert de Harnoncourt.
- Ernst Märzendorfer (1969). Cette première tentative de complétion est une sorte de rhapsodie, qui utilise les fragments édités par Orel, complète leur orchestration et les entrecoupe d’autres éléments, et se termine par une courte conclusion en quinte vide comme celle du premier mouvement. Cette composition a été interprétée par le compositeur avec le Rundfunk-Sinfonieorchester Leipzig au Große Oper de Leipzig le 8 décembre 1970 − Enregistrement sur CD : Deutsches Rundfunkarchiv DRA StMM577 (non accessible au public).
- Marshall Fine (1979). Le manuscrit de cette complétion, qui était considéré comme perdu, a été récemment retrouvé[46].

### Autres reconstructions du Finale
- Jacques Roelands (2003, rév. 2014)[47]
- Roberto Ferrazza (2017)[48], une complétion créée par Alfonso Scarano avec l'Orchestre philharmonique de Thaïlande le 26 mars 2022[49].
- Kimiaki Tanaka (2020, rev. 2024)[50]
- Martin Bernhard (2022)[51]
- Ishii Nozomu (2025)[52]

### Compositions libres incorporant des esquisses du finale
Il existe en outre des compositions libres incorporant du matériel provenant des esquisses du finale par Peter-Jan Marthé (2006), et un « Bruckner Dialog » par Gottfried von Einem  (1971).

## Éditions
En raison de son inachèvement, la Neuvième n'a pas connu de révisions multiples comme certaines des symphonies précédentes.
Il en existe 4 éditions :
- Doblinger, 1903 - édition revue par Ferdinand Löwe
- Orel, 1932
- Nowak, 1951
- Benjamin-Gunnar Cohrs, 2000

## Discographie
La discographie de la 9e symphonie est pléthorique.
Il y a les versions extatiques, somptueuses qui prennent leur temps dans lesquelles la musique s'étale, s'enracine véritablement dans le temps : Otto Klemperer avec le Philharmonia Orchestra, Leonard Bernstein et Carlo Maria Giulini avec l'orchestre philharmonique de Vienne et surtout celle de Sergiu Celibidache avec l'orchestre philharmonique de Munich, d'une extrême clarté.
Des lectures aux tempi plus nerveux, rapides sont proposées notamment par Siegmund von Hausegger, Oswald Kabasta, Hermann Abendroth (en mono), Wilhelm Furtwängler (concert avec la Philharmonie de Berlin en 1944,), Bruno Walter (avec le Columbia Symphony Orchestra), Carl Schuricht, John Barbirolli ou Volkmar Andreae et Jascha Horenstein (deux interprétations mono avec l'orchestre symphonique de Vienne), Georg Solti.
D'autres versions de Herbert von Karajan (le « live » de 1975 avec la Philharmonie de Vienne), Rafael Kubelík, Günter Wand (5 enregistrements dont un avec la Philharmonie de Berlin), Zubin Mehta, Jascha Horenstein (version stéréo avec le BBC Symphony Orchestra) et Eugen Jochum sont, chacune à sa façon, à mi-chemin entre le hiératisme et la souplesse.
Poussant plus en avant dans la discographie, l'auditeur découvrira également les enregistrements de Evgeni Mravinski, Eliahu Inbal, Georg Tintner et surtout Eduard van Beinum.
Le chef d'orchestre et compositeur Ricardo Luna a enregistré le Scherzo, les trois versions du trio ainsi que le fragment du finale dans son propre arrangement pour orchestre de chambre chez Preiser Records Vienna en 2013.

### Édition utilisée
- Les enregistrements de F. Charles Adler, de Hans Knappertsbusch et de Josef Krips sont par basés sur l'édition apocryphe de Löwe.
- Les enregistrements plus anciens, notamment ceux de Volkmar Andreae, de Wilhelm Furtwängler et de Bruno Walter, sont basés sur l'édition Orel.
- La plupart des autres enregistrements sont basés sur l'édition Nowak.
- Quelques enregistrements les plus récents, dont ceux réalisés en 2002 par Nikolaus Harnoncourt avec la Philharmonie de Vienne[14] et en 2006 par Akira Naito avec le Tokyo New City Orchestra[19], sont basés sur l'édition Cohrs. L'enregistrement de Naito comprend par ailleurs la deuxième version du Trio de 1893 (Éd. Carragan, 2006).

## Référence
1. ↑  (de) Jörg Wyrschowy, « Die Trio-Entwürfe zum 2. Satz der 9. Sinfonie von Anton Bruckner », sur dra.de, 7 janvier 2008.
2. ↑  W. Carragan, p. 162
3. ↑  Manuscrit, première ébauche du Trio en fa majeur pour le scherzo, Österreichische Nationalbibliothek (Mus.Hs.28225)
4. ↑  Manuscrit, première et deuxième ébauches du Trio en fa majeur pour le scherzo, Österreichische Nationalbibliothek (Mus.Hs.3165)
5. ↑  Wolfgang Stähr, Anton Bruckner, IX. Symphonie in d-Moll, in: Die Symphonien Bruckners, edited by Renate Ulm, Bärenreiter, Kassel, 1998 (ISBN 3-7618-1425-9)
6. 1 2 3  Bruckner Archive
7. ↑  (en) Musikwissenschaftlicher Verlag, « Critical Complete Edition - Symphony No. 9 in D minor », sur mwv.at.
8. ↑  CD - ANTON BRUCKNER : Early Variations
9. ↑  Ricardo Luna
10. ↑  Ricardo Luna, Bruckner unknown, Preiser Records PR 91250, 2013.
11. ↑  (en) « Discographie complète de la Symphonie no 9 », sur abruckner.com
12. ↑  BRUCKNER - 9. SINFONIE - SCHERZO - 3 TRIOS - RICARDO LUNA
13. ↑  William Carragan - Anton Bruckner, Eleven Symphonies
14. 1 2  Nikolaus Harnoncourt avec la Philharmonique de Vienne, BMG SACD 54332 (2002)
15. 1 2  (en) William Carragan, « Ground Rules for the Successful Completion of a Great Work », 15 août 2015.
16. ↑  Description of the Carragan completion
17. ↑  (en) « Hubert Soudant - Copie téléchargeable de l’enregistrement de la 9e incluant la complétion de 1983 du finale par W. Carragan », sur abruckner.com.
18. 1 2 3  Discographie du Finale de la Symphonie no 9
19. 1 2  (en) « Symphonie no 9 avec version révisée du finale de 2006 par Akira Naito, Delta Classics DCCA-0032 (2006) », sur abruckner.com
20. ↑  Un enregistrement de cette exécution est disponible sur YouTube: partie 1, partie 2 & partie 3
21. ↑  Symphonies 4, 7 et 9 avec version révisée du Finale de 2010 par Gerd Schaller - Profil coffret 11028.
22. ↑  https://www.abruckner.com/down/articles/articlesEnglish/carragantimed/symphonyno9finalec/B9_timing_analysis.pdf Finale completion (rev. 2010) - Timing analysis].
23. ↑  (en) William Carragan, « Description of the Carragan completion », sur carragan.com, 15 août 2015.
24. ↑  (en) « Mladen Tarbuk with the Croatian Radio S.O., with Carragan's Finale completion, 2017 revision », sur abruckner.com, février 2018
25. ↑  Bruckner: Symphony #9 ~ Carragan Finale (2017)
26. ↑  Richard Osborne, Bruckner Symphony No 9 (Carragan), Gramophone
27. ↑  Paul-Gilbert Langevin, Anton Bruckner, apogée de la symphonie, Éditions L'Âge d'Homme, Lausanne, 1977 (OCLC 680825756).
28. ↑  In Memoriam Benjamin-Gunnar Cohrs - Symphonie no 9 avec finale SPCM 2001
29. ↑  (en) Richard Lehnert, « Bruckner's Symphony No.9: Finally, a Finale? » [PDF], sur online.de, 2 avril 2010.
30. ↑  Final Completion Samale-Phillips-Cohrs-Mazzuca 1983-2012, 2021 revised - MIDI file
31. ↑  Bruckner's Ninth par le London Philharmonic Orchestra
32. ↑  Symphonie n° 9 (avec SPCM Finale 2021-22) - Eliahu INBAL avec le TMSO - Suntory Hall,  4 juin 2024
33. ↑  Nors S. Josephson - Foreword to Finale of the Symphony No. 9
34. ↑  Nors S. Josephson, Anton Bruckner - Finale zur 9. Sinfonie, Carus, 40.588/00, 1992
35. ↑  (en) « Nors S. Josephson's Bruckner 9th Finale », sur abruckner.com, juillet 2011
36. ↑  « Site personnel de Sébastien Letocart », sur sites.google.com
37. ↑  Sébastien Letocart, « Bruckner symphonie 9 - complétion du Finale (2008) », sur sites.google.com.
38. ↑  Partition de la complétion du finale
39. ↑  Sébastien Letocart, « Notes sur ma complétion du Finale de la neuvième symphonie de Bruckner » [PDF], sur abruckner.com.
40. ↑  S. Letocart - My completion of the Finale to Anton Bruckner’s 9th symphony
41. ↑  « Site personnel de Nicolas Couton », sur sites.google.com
42. ↑  (en) « Discographie du finale de la 9e symphonie », sur abruckner.com
43. ↑  Symphony 9 with Letocart's Finale completion - Rolf Verbeek conducting the Camerata RCO, 15 September 2024
44. ↑  Ralph Moore, « REVIEW: RECORDING OF THE MONTH - Anton BRUCKNER (1824-1896), Symphony No. 9 in D minor (1894 original version, ed. Nowak 1951, finale completed by Gerd Schaller, 2015) », MusicWeb International,‎ 1er décembre 2016 (lire en ligne)
45. ↑  Festival de musique d'Ebrach 2024 - Symphonie n° 9 avec complétion du finale de Schaller (révision 2024)
46. ↑  « Fine, Marshall: The Completion of the Bruckner Ninth », sur www.abruckner.com
47. ↑  « Roelands, Jacques: The Bruckner Ninth Finale - An Alternative Approach », sur www.abruckner.com
48. ↑  (en) « A new performing version of the Bruckner Ninth Finale has been published », sur abruckner.com
49. ↑  Symphony No. 9 with Finale completed by Roberto Ferrazza
50. ↑  Anton Bruckner, Symphony No.9, Finale (Restored) 2024 version
51. ↑  Finale Completion by Martin Bernhard
52. ↑  Finale Completion by Ishii Nozomu
53. ↑  Exécutée en concert par le compositeur avec l'European Philharmonic Orchestra le 18 août 2006
54. 1 2  Discographie du Finale
55. ↑  « La plus grande version de l'histoire de l'œuvre ». Patrick Szersnovicz, Le Monde de la musique, janvier 2005, p. 95.
56. ↑  « La Neuvième de Bruckner de Furtwängler fait aujourd'hui référence absolue en la matière ». Dictionnaire des disques Dipason : Guide critique de la musique classique enregistrée, Paris, Robert Laffont, 1981, 964 p. (ISBN 2-221-50233-7), p. 128

## Sources
- Anton Bruckner, Sämtliche Werke, Kritische Gesamtausgabe – Band 9: IX. Symphonie d-Moll (Originalfassung), Musikwissenschaftlicher Verlag der internationalen Bruckner-Gesellschaft, Alfred Orel (Éditeur), Vienne, 1934
- Anton Bruckner: Sämtliche Werke: Band IX: IX. Symphonie d-Moll, Musikwissenschaftlicher Verlag der Internationalen Bruckner-Gesellschaft, Leopold Nowak (Éditeur), Vienne, 1951 – nouvelle édition par Benjamin-Gunnar Cohrs, 2000
  - IX/2-Q: 2. Satz – Entwürfe, älteres Trio mit Viola-Solo Facsimile, Benjamin-Gunnar Cohrs (Éditeur), 1998
  - IX/4: Finale Fragment, 1895/96, John A. Phillips (Éditeur), 1994/1999
- William Carragan, Anton Bruckner - Eleven Symphonies, Bruckner Society of America, Windsor, 2020 -  (ISBN 978-1-938911-59-0)